# Ranipur (Uttar Pradesh)
Ranipur es una pueblo y nagar Panchayat situado en el distrito de Jhansi en el estado de Uttar Pradesh (India). Su población es de 18132 habitantes (2011). 

## Demografía
Según el censo de 2011 la población de Ranipur era de 18132 habitantes, de los cuales 9575 eran hombres y 8567 eran mujeres. Ranipur tiene una tasa media de alfabetización del 74,69%, superior a la media estatal del 67,68%: la alfabetización masculina es del 84,88%, y la alfabetización femenina del 63,36%.